# Silverkragad skogspuckeldansfluga
Silverkragad skogspuckeldansfluga (Oropezella sphenoptera) är en tvåvingeart som först beskrevs av Friedrich Hermann Loew 1873.  Silverkragad skogspuckeldansfluga ingår i släktet Oropezella och familjen puckeldansflugor. Arten är reproducerande i Sverige. Inga underarter finns listade i Catalogue of Life.